# Вращающий магнитный момент
Вращающий магнитный момент — физическая величина, численно равная векторному произведению вектора магнитного момента {\displaystyle {\vec {m}}} на вектор магнитной индукции {\displaystyle {\vec {B}}} :
{\displaystyle T={\vec {m}}\times {\vec {B}}}
Также вращающий момент можно представить в виде:
{\displaystyle T=I\cdot {\vec {B}}\cdot {\frac {S}{c}}} , так как магнитный момент {\displaystyle {\vec {m}}} равен:
{\displaystyle {\vec {m}}={\frac {I}{c}}\cdot S}

## Вывод формулы
При пропускании через проволочную рамку {\displaystyle C} тока {\displaystyle I} на неё действует магнитный момент {\displaystyle {\vec {m}}}, величина которого определяется как:
A — площадь произвольного контура, ограниченного рамкой C. Со стороны магнитного поля с индукцией {\displaystyle {\vec {B}}} на рамку с током действует вращающий момент {\displaystyle {\vec {T}}}, величина которого
Если магнитное поле неоднородно, на различные части проводника действуют различные вращающие моменты. Поэтому желательно исследуемый контур поместить в однородное магнитное поле. Две катушки, расстояние между которыми равно примерно их радиусу, используются для создания однородного поля (катушки Гельмгольца).
Для рассматриваемого случая когда контур представляет собой плоское кольцо с диаметром {\displaystyle d} и числом витков {\displaystyle n}
Где {\displaystyle {\vec {A}}} — вектор площади кольца. Если в катушках Гельмгольца протекает ток {\displaystyle I'}, то из (1):
где {\displaystyle \alpha } — угол между {\displaystyle {\vec {B}}} и вектором площади {\displaystyle {\vec {A}}}, {\displaystyle c} — постоянная катушек Гельмгольца.

## Результаты эксперимента
Результаты экспериментов для различных витков, входящих в экспериментальный набор, доказывают вышеупомянутое уравнение (2).

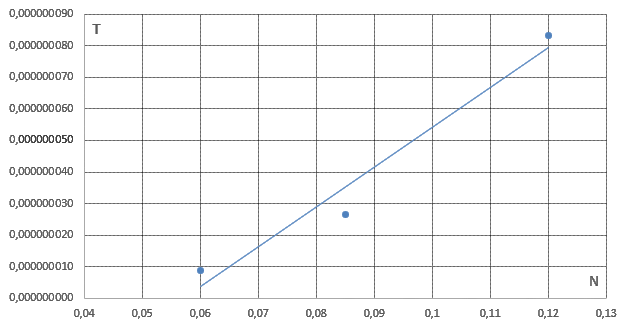
График зависимости вращающегося момента от количества витков

| {\displaystyle I'}, А | {\displaystyle n} | {\displaystyle I}, А | {\displaystyle A}, м 2 | {\displaystyle \sin \alpha } | {\displaystyle \|T\|} |
| --------------------- | ----------------- | -------------------- | ---------------------- | ---------------------------- | --------------------- |
| 2.5                   | 1                 | 3.6                  | 0.011304               | {\displaystyle -} 0.75099    | 9.6 • 10 -8           |
| 2.5                   | 2                 | 3.6                  | 0.011304               | {\displaystyle -} 0.76825    | 2.94 • 10 -7          |
| 2.5                   | 3                 | 3.6                  | 0.011304               | 0.999912                     | 2.5 • 10 -7           |